# 南部信順
南部 信順（なんぶ のぶゆき）は、江戸時代後期の大名。陸奥国八戸藩の第9代（最後）の藩主。官位は従四位下・侍従、遠江守。

## 生涯
薩摩藩主・島津重豪の十四男として誕生した。幼名は虎之助、篤之丞。初名は久命。
天保9年（1838年）に八戸藩の第8代藩主・南部信真の婿養子として迎えられる。重豪の息子の養子先は中津藩、福岡藩、外様ながら幕閣に列していた丸岡藩など有力藩が多く、2万石しかない小藩・八戸藩への養子は異例であった。お由羅騒動では、島津斉彬が薩摩藩主を継ぐよう実兄の黒田斉溥と共に尽力し、幕府に運動した。同年12月1日、12代将軍・徳川家慶に御目見する。同年12月16日、従五位下・近江守に叙任する。天保13年（1842年）5月11日、信真の隠居により家督を相続する。安政2年（1855年）12月16日、従四位下に昇進する。文久元年（1861年）12月16日、侍従に任官する。
慶応4年（1868年）に戊辰戦争が勃発すると、八戸藩は奥羽越列藩同盟の圧力を直に受けることとなる。というのも、信順の実家が列藩同盟の敵方・薩摩藩であったために、最初から仮想敵として見られていたからであった。信順は列藩同盟には家老を立ち会わせ、一方で官軍側に立った久保田藩と密かに連携するなど、この難局を上手く乗り切り、結局一度も戦闘に参加することなく八戸藩の存続に成功した。
明治2年（1869年）6月22日には八戸藩知事となる。明治4年（1871年）の廃藩置県により知藩事職を辞任。同年に家督を長男の栄信に譲った。
翌明治5年（1872年）に死去、享年60。

## 逸話
- 日蓮宗富士派・大石寺門流（現在の日蓮正宗）の檀家として知られている。特に信真の代からの迫害（八戸法難）に苦しんでいた大石寺門流の檀家を法難から救い、自らも嘉永6年（1853年）頃に島津斉彬、天璋院と共に大石寺信仰に篤く帰依した。後に安政期から八戸藩内の黄檗宗玄仲寺（廃寺）の引寺を発願して、文久元年（1861年）に大石寺末の玄中寺を創建している。
- 故郷・鹿児島を懐かしんで薩摩式の庭園を八戸藩領に造った。この庭園は平成17年（2005年）に「南部家庭園」（八戸市）として初公開された。また、義理の曾孫の久英（南部利克の四男）は縁戚関係から島津家分家の一つ加治木島津家（男爵）に婿養子に入っている。

## 系譜
父母
- 島津重豪（実父）
- 於曽美 - 高木玄達の養女、杉浦作兵衛政信の娘（実母）
- 南部信真（養父）

正室
- 鶴姫 - 南部信真の八女

側室
- ふき - 江戸商家の娘

子女
- 南部栄信（長男）生母はふき（側室）
- 南部邦次郎（次男） - 早世
- 八百姫 - 島津貴敦正室
- 仁姫 - 早世
- 聖姫 - 早世
- 慶姫、董子 - 櫛笥隆義室のち加藤明実継々室

養女
- 生子 - 植村家壷室、植村家貴の娘